# Lazlo Parker
Lazlo Parker, oeuvres monumentales miniatures est un recueil de dessins, de peintures et de poèmes de Jean Giraud / Moebius. Ce livre a été publié en 2020 par les éditions Moebius Production et est la version revue et augmentée du livre Quatre vingt-huit, également de Moebius.

## Description
Tout commence en 1988 quand Jean Giraud veut créer de nouvelles œuvres sous forme de toiles peintes, indépendantes de toute bande dessinée et en faire une exposition. Il réalisera une trentaine de toiles en grand format, ainsi que quelques dizaines de dessins et croquis préparatoires. Mais l'exposition n'aura jamais lieu. L'ensemble des œuvres sera alors publié dans ce catalogue de non-exposition qu'est Quatre vingt-huit en 1990 .

Couverture du recueil de dessins et peintures “Lazlo Parker” de 2020.

Lazlo Parker regroupe ces peintures de Quatre-vingt huit mais aussi d'autres œuvres de Moebius, réalisées au fil de sa carrière et depuis 1959 . Le livre montre la capacité de l'auteur à se réinventer et à expérimenter à la fois de nouvelles formes et sur de nouveaux supports  . Le livre est au même format que "La faune de Mars" et "Le Major" et regroupe 320 pages pour seulement 7 pages de texte .
Le titre du livre est le nom d'un personnage fictif, imaginé par Jean Giraud et représentant sa part de subconscient créant ces formes mécanico-organiques . Il s'ajoute à ses différents pseudos comme le note Christophe Quillien: "Gir, Giraud, Mœbius et même Lazlo Parker lors d’une ultime tentative de devenir peintre… " .

## Accueil critique
Ce recueil est salué pour sa conception et son originalité. Comme le souligne la critique de La Ribambulle, écrivant sur l'exposition prévue à l'origine: "Projet tombé à l’eau, dont il reste heureusement ces peintures à la fois concrètes et abstraites, étonnantes, dérangeantes, attirantes… Un très bel album d’art par un artiste capable de toutes les audaces visuelles." . L'ensemble de ces toiles représente un "côté rarement vu dans l'oeuvre de Moebius" .